# Зелениця Цайллера
Зелениця Цайллера (Diphasiastrum× zeilleri (D. complanatum × D. tristachyum) (Rouy) Holub) — багаторічна рослина родини плаунові (Lycopodiaceae). Отримав назву на честь французького палеоботаніка XIX століття Рене Зейллера. Вид занесено до Червоної книги України.

## Опис
Хамефіт. Багаторічна вічнозелена трав'яна рослина з повзучим підземним (точніше, під моховим покривом) кореневищем. Спочатку диференціюються підземні гони, що дозволяє виду переживати часті лісові низові пожежі. Наземні гони зібрані в більш-менш густі, але не досить щільні пучки до 7-20 (інколи 35) см заввишки схожі на рога оленя або струмені фонтану. Стерильні пагони розгалужені під кутом понад 35° (частіше 45-60°), досить вузькі. Кінцеві пагони досить довгі, до верхівки поступово звужені, опуклі із дорсального боку, і плоскі з вентрального. Характерна чітка чотирирядність (перехреснопарне чергування) листочків на сплющених бокових пагонах. Пагони дорсівентральні, ясно розрізняється верхня та нижня частини. Дорсальні листки опуклі, вузько-ланцетні, вужчі за бічні. Вентральні добре відрізняються від дорсальних, трохи опуклі, вузькі, дещо коротші за них; вільна частина їх такої самої довжини як і вільна частина дорсальних. Бічні листки більш-менш опуклі, прилеглі або іноді з трохи відігнутими кінцями. Стробіли з мутовок вицвілих листків (спорофілоїдів) розташовані як на головній осі, так і на бічних. Ніжки стробілів 7-13 см, а їх розгалуження на верхівці 0,4-4 см. Стробілів від 2 до 10, їх довжина 18-24 см. Спорофіли дрібні, завдовжки 1,6-1,9 см, широкояйцеподібні, на верхівці з довгим кінчиком. Спороносить у червні-липні. Розмножується вегетативно та спорами.

## Ареал
Голарктичний гібридогенний вид (походить від гібридизації D. complanatum × D. tristachyum) на південній околиці ареалу. Ареал виду охоплює Атлантичну, Середню та Східну Європу, Північну Америку. Зустрічається в Індії та на Мадейрі. В Україні вид поширений на Поліссі: Волинська, Рівненська, Житомирська, Київська, Чернігівська, Сумська області.
Мезофіт, субгеліофіт. Популяції, що займають площу до 200 м2, іноді утворюють «відьмині кола» (ймовірно, клони віком 300–400 років), у яких ростуть досить щільно. Зелениця Цайллера росте в неглибоких зниження у соснових лісах зеленомохових, чорничних, орлякових та суборах (асоціації Peucedano-Pinetum, Molinio-Pinetum), переважно на піщаних ґрунтах.

## Охорона
Зникаючий вид. Причинами зміни чисельності виступає: вирубування лісів, витоптування, збирання пагонів для оформлення букетів та вінків. Охороняють зеленицю Цайллера в Україні в Поліському заповіднику, Шацькому та «Деснянсько-Старогутському» національних природних парках, природному заказнику Рівненської області «Острівський». Для кращого розуміння стану популяції та її охорони в Україні варто краще дослідити ареал, створити заказники на Лівобережному Поліссі. Заборонено збирання та продаж рослин, суцільну рубку лісів та облаштування місць рекреації в зоні поширення виду.
Має господарське та комерційне значення як декоративна рослина у флористиці, але відомостей про розмноження та розведення у спеціально створених умовах немає.